# Symfonie nr. 3 (Merikanto)
Aarre Merikanto voltooide zijn Symfonie nr. 3 in 1953. De Symfonie nr. 1 en Symfonie nr. 2 verschenen rap achter elkaar (1915 en 1918); deze derde is een soort nakomertje. Het was tevens zijn laatste werk in het genre en zijn laatste werk voor groot orkest. Merikanto had zich inmiddels tot het neoclassicisme gewend. Het werd mede daardoor een opvallende symfonie in klank en indeling. De balans tussen blaasinstrumenten en strijkinstrumenten slaat in dit werk definitief door naar de eerste. Daardoor klinkt de symfonie opvallend licht, dat in tegenstelling tot bijvoorbeeld het werk van Jean Sibelius. Voor wat betreft de indeling week Merikanto van de meerderheid af, door te komen met slechts drie delen. Dat was in die tijd geen bijzonderheid, maar wel dat hij met het scherzo begon, hetgeen meestal als deel 2 of 3 te boek staat. Wat de symfonie verder bijzonder maakt is dat het eigenlijk geen slot bevat. Aan het eind van het derde deel bouwt Merikanto een enorme climax op (in vergelijking tot de rest van de symfonie). Die climax schept een verwachting voor meer, maar dat komt er niet; het is meteen afgelopen.
De symfonie bestaat uit drie delen:
- Scherzo: Vivace
- Andante
- Allegro

Merikanto schreef zijn derde symfonie voor:
- 4 dwarsfluiten, 3 hobo’s, 3 klarinetten, 3 fagotten
- 4 hoorn, 4 trompetten, 3 trombones, geen tuba
- pauken
- violen, altviolen, celli, contrabassen